# 水池亮
水池 亮（みずいけ りょう、1900年（明治33年）6月7日 - 1976年（昭和51年）7月7日）は、日本の内務官僚、実業家。内務省警保局長、海軍司政長官。

## 経歴
兵庫県出身。農業・水池亀松の三男として生まれる。小野中学校を経て、第一高等学校を卒業。1925年11月、高等試験行政科試験に合格。1926年3月、東京帝国大学法学部政治学科を卒業。同年4月、内務省に入省し警保局保安課に配属。
1926年11月から1927年10月まで北京に駐在。以後、地方事務官・鹿児島県勤務、地方警視・奈良県警察部特別高等警察課長、北海道庁警察部特別高等警察課長、警察講習所教授、内務事務官・警保局保安課勤務、宮内書記官・大臣官房総務課勤務、警視庁官房主事、内務書記官・警保局警務課長、警視庁特別高等警察部長、内務書記官・大臣官房文書課長などを歴任。
1942年5月、海軍司政長官に発令され南西方面艦隊民政府官房長に就任。同年5月から1943年10月まで法務局長を兼務。1944年1月、海軍司政長官を免本官となり、同年3月に帰国し京都防衛局長に就任。1945年4月、内務省警保局長兼防空総本部警防局長に転じ終戦を迎え退官した。その後公職追放となる。1948年9月、九州紙袋 (株) 社長に就任。1951年8月、公職追放解除となる。その後、千代田紙業 (株) 副社長、同社長を務めた。

## 伝記
- 水池亮氏追悼録刊行会編『水池亮氏のおもかげ』1977年。